# Ondřej Benešík
Ondřej Benešík (nascido em 27 de junho de 1976) é um político checo e membro da Câmara dos Deputados pela União Cristã e Democrática - Partido Popular Checoslovaco (KDU-ČSL) desde outubro de 2013.
De 2010 a 2014 foi prefeito de Strání e, desde 2015, é vice-presidente do seu partido.
Desde 2014 é membro da Assembleia Parlamentar do Conselho da Europa. Ele também actua como chefe da Comissão de Assuntos Europeus dentro do parlamento checo.